# Густав Кальнокі
Густав Кальнокі (угор. Kőröspataki gróf Kálnoky Gusztáv Zsigmond; 29 грудня 1832, Літовіце, Моравія, Австрійська імперія — 13 лютого 1898, Моравія, Австро-Угорщина) — австро-угорський дипломат, міністр закордонних справ Австро-Угорщини в 1881–1895.

## Походження та дипломатична кар'єра
Походив з угорського трансильванського дворянського роду. Четвертий з одинадцяти дітей графа Густава Йозефа фон Керешпатака (1799–1884) і графині Ізабелли фон Шраттенбах (1809–1875). Народився в замку Леттовітц (нині Літовіце в Чехії). У 17 років вступив на військову службу, заслужив звання старшого лейтенанта. Гусар.
З 1854 — на австрійській дипломатичній службі. Був аташе в Баварії, з 1857 — в Пруссії. У 1860 — 1870 — секретар посольства в Лондоні. Потім радник посольства у Ватикані, з 1874 — посол в Данії.
У 1879 отримав генеральське звання. Призначений послом в Росії, де служив до листопада 1881.

## Міністр закордонних справ
Зайняв пост міністра імператорського дому і закордонних справ після смерті барона Хаймерле. Характеризувався як обережний дипломат.
Один з авторів Троїстого союзу (залучення Італії до Австро-німецького договору). Робив спроби нейтралізації Румунії та Сербії. Архітектор Середземноморської Антанти. Прагнув до обмеження впливу Росії в Болгарії.
Будучи католиком, конфліктував з угорським урядом, в якому переважали протестанти. Міністр підтримав папського нунція в Угорщині Антоніо Альярді, який виступав проти процесів секуляризації, в тому числі — проти визнання цивільних шлюбів. Угорський уряд зажадав відкликання Альярді, проте Кальнокі надав йому публічну підтримку. У травні 1895 міністр-президент Угорщини Банфі Дезьо домігся відставки міністра під приводом москвофільства Кальнокі і слабкої політики, що проводилася на Балканах. Наступником Кальнокі став Аґенор Ґолуховський.
До 1897 Кальнокі був членом Палати панів (Herrenhaus) парламенту Цислейтанії, проте більшу частину часу проводив в успадкованому від матері маєтку в Предлітце, де і помер.